# Rüthnick
Rüthnick là một đô thị thuộc huyện Ostprignitz-Ruppin, bang Brandenburg, Đức. Đô thị Rüthnick có diện tích 17,66 km², dân số thời điểm 31 tháng 12 năm 2006 là 491 người.